# Туманян (город)
Туманя́н (арм. Թումանյան) — город в восточной части Лорийской области Армении, в 42 километрах к северо-востоку от областного центра Ванадзора.
Назван в честь великого армянского поэта Ованеса Туманяна.
Мэром города является Сурен Туманян.

## География
Город расположен на правом берегу реки Дебед, в 148 км от Еревана. Имеется одноимённая железнодорожная станция.

## История
Первое упоминание — 20 июля 1921 г. как Дзахидзор (арм. Ձաղիձոր). Переименован в 1951 году в честь великого армянского поэта Ованеса Туманяна. Носит статус города с 1995 года.

## Достопримечательности
Город известен древними церквями, особо известен монастырский комплекс Кобайр (XII—XIII вв.)

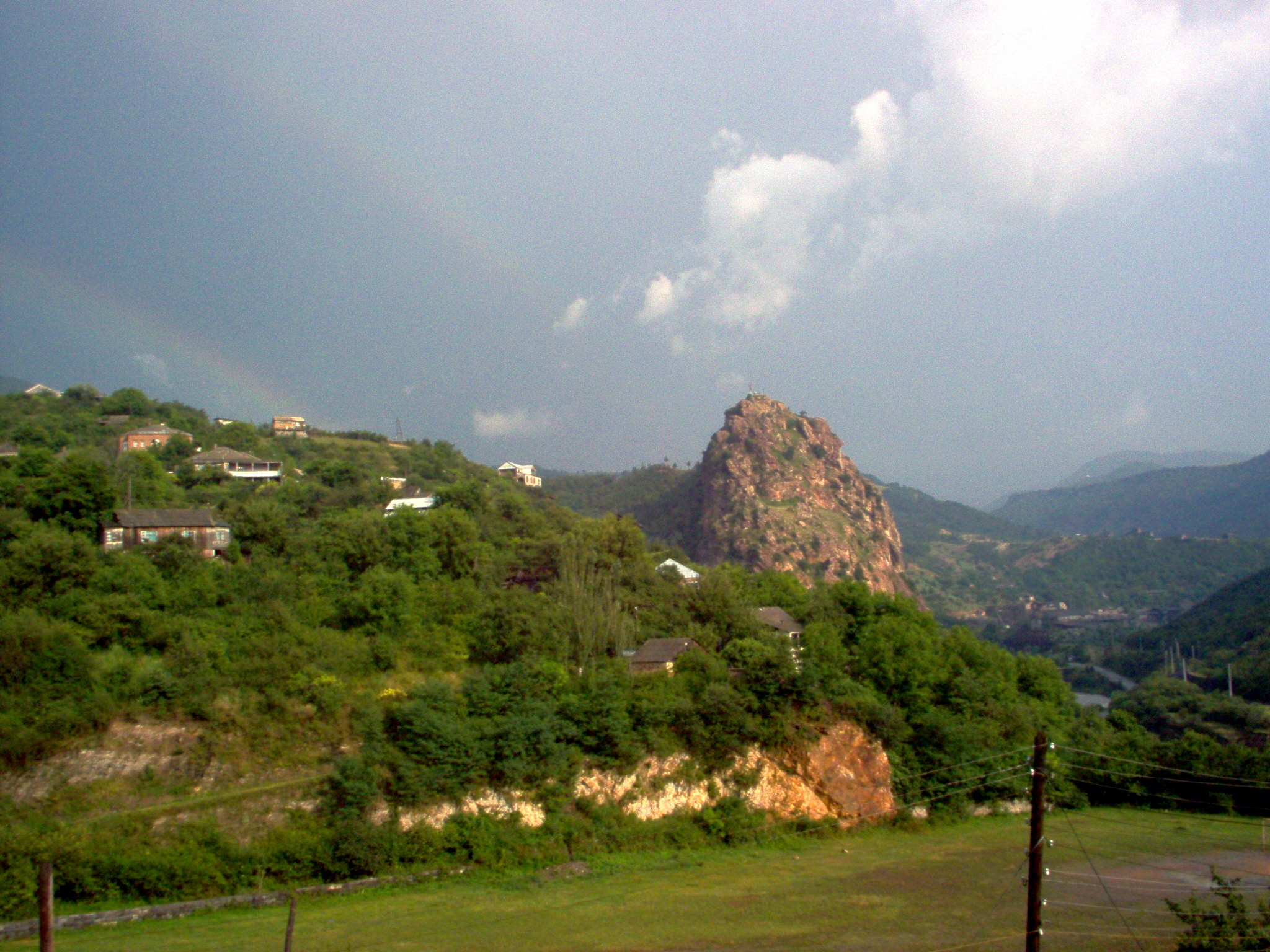
Город Туманян
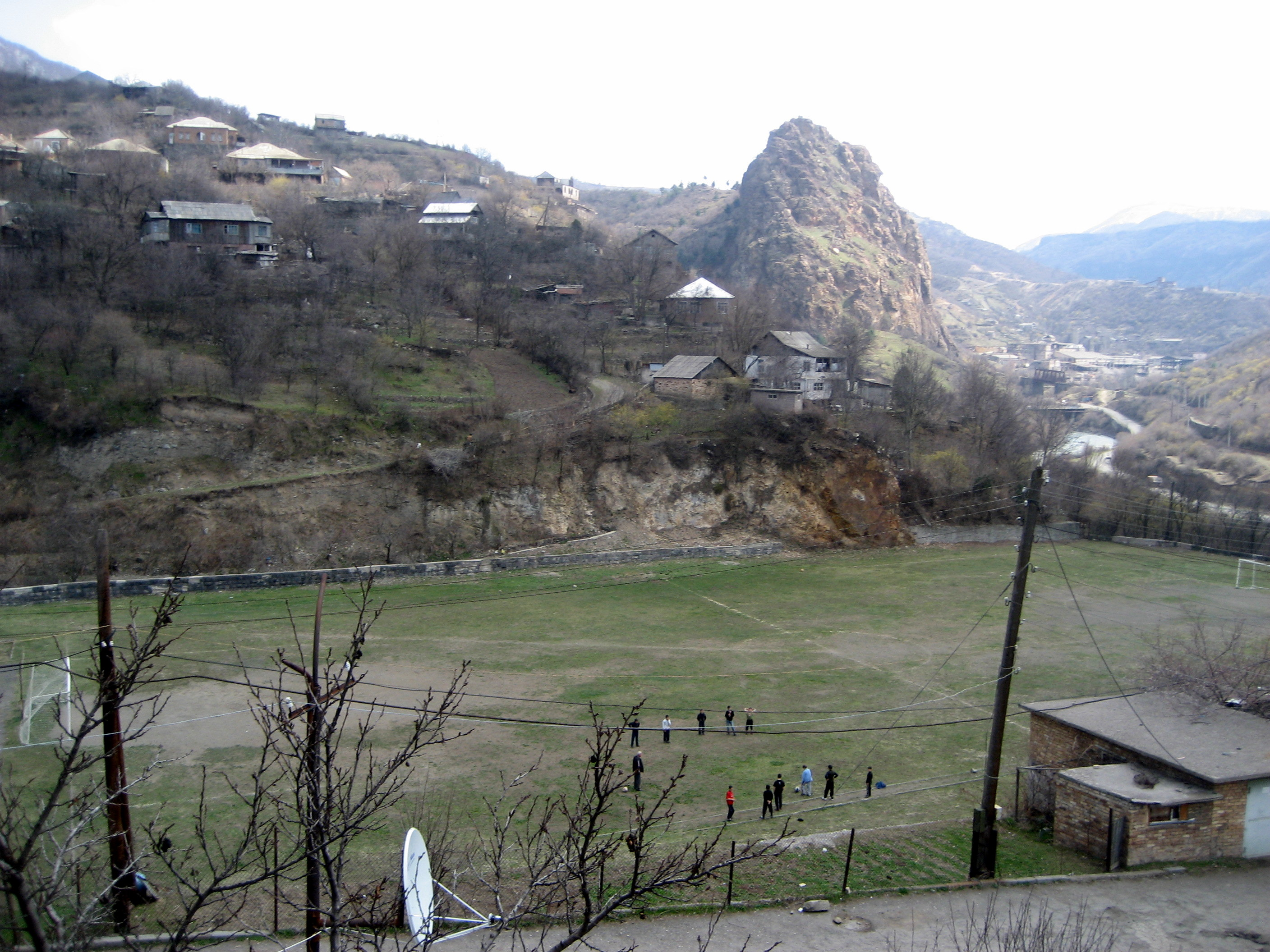
Город Туманян
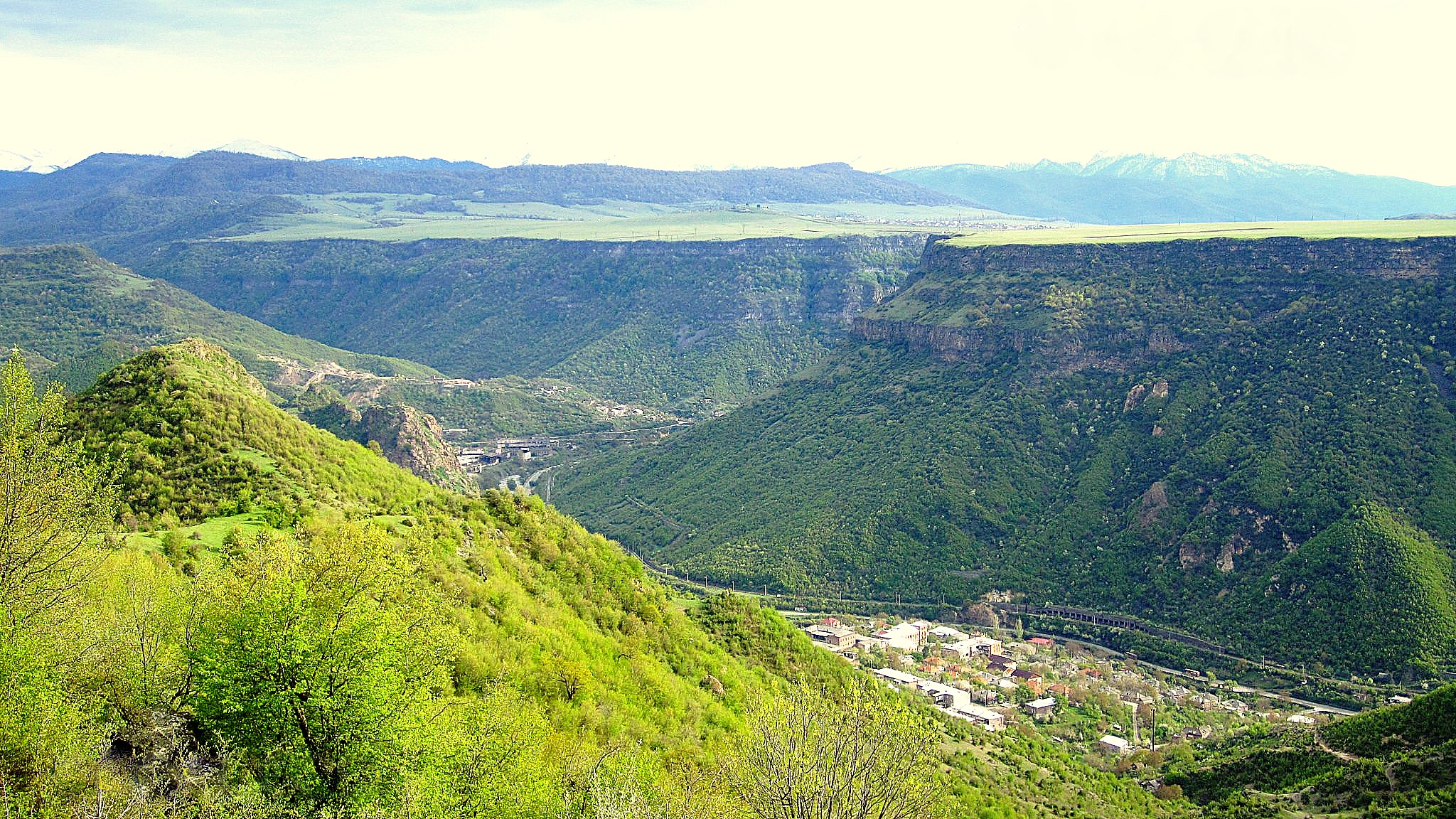
Вид на город
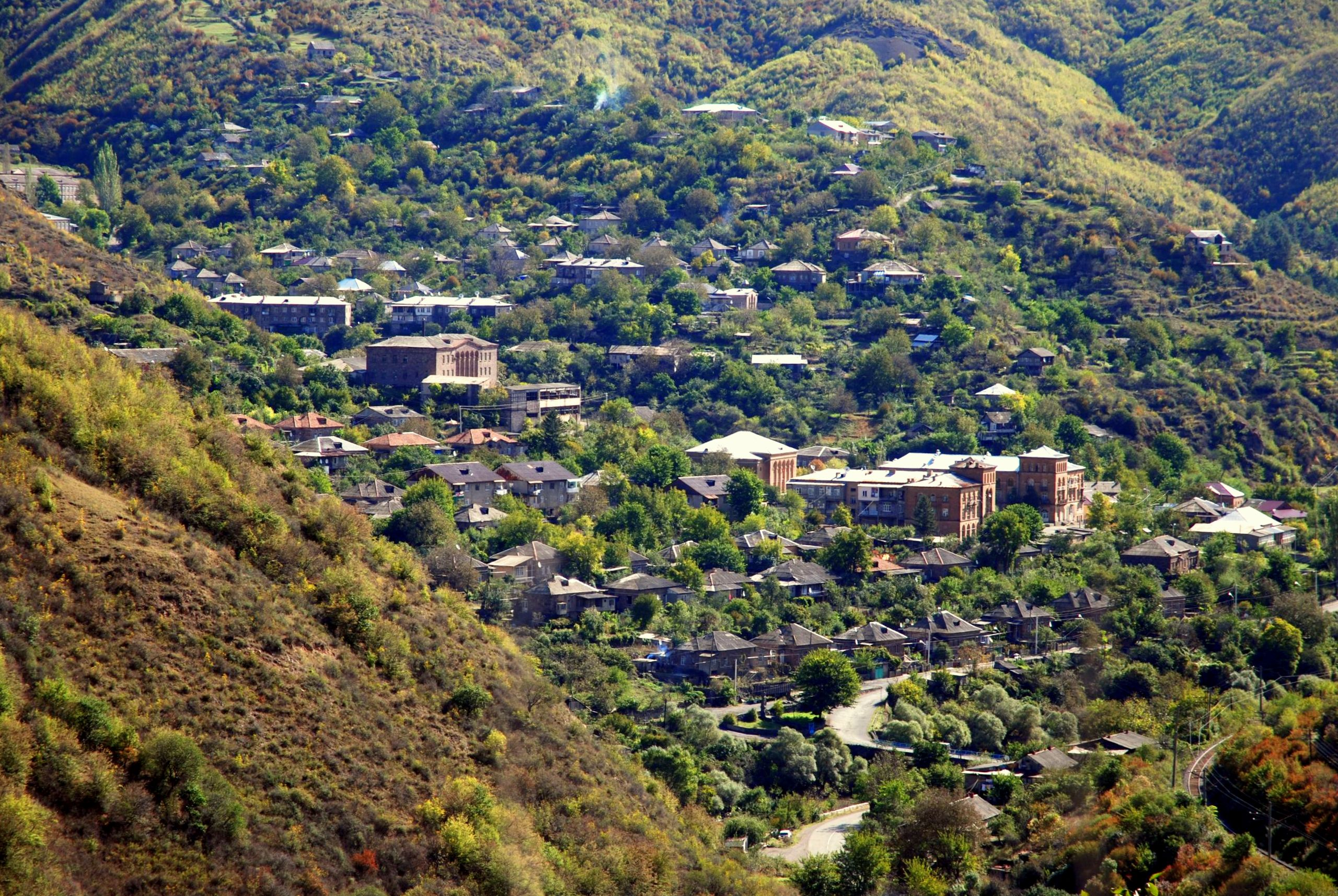
Вид на город
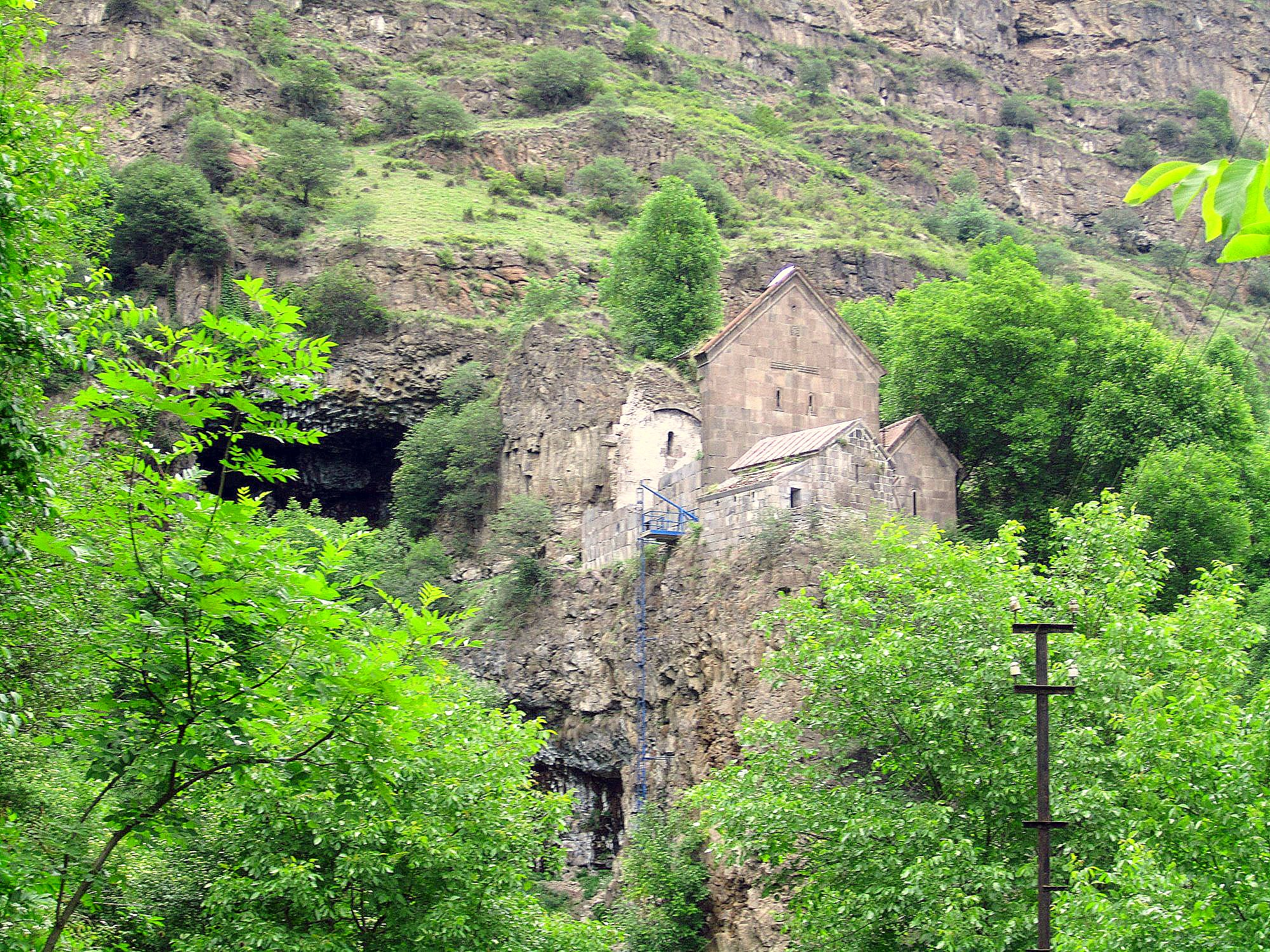
Останки древнего монастыря